# Élections législatives de 1968 dans les Landes
Les élections législatives françaises de 1968 se déroulent les 23 et 30 juin 1968. Dans le département des Landes, trois députés sont à élire dans le cadre de trois circonscriptions.

## Élus
| Circonscription | Député sortant         | Parti | Parti       | Député élu ou réélu | Parti | Parti       |
| --------------- | ---------------------- | ----- | ----------- | ------------------- | ----- | ----------- |
| 1re             | Charles Lamarque-Cando |       | FGDS (SFIO) | André Mirtin        |       | UDR         |
| 2e              | Henri Lavielle         |       | FGDS (SFIO) | Henri Lavielle      |       | FGDS (SFIO) |
| 3e              | Jean-Marie Commenay    |       | CD          | Jean-Marie Commenay |       | CD          |

## Résultats

### Résultats à l'échelle du département
| Parti          | Parti                                           | Premier tour | Premier tour | Second tour | Second tour | Sièges |
| Parti          | Parti                                           | Voix         | %            | Voix        | %           | Sièges |
| -------------- | ----------------------------------------------- | ------------ | ------------ | ----------- | ----------- | ------ |
|                | Union pour la défense de la République          | 57 135       | 39,36        | 27 098      | 27,77       | 1      |
|                | Union des républicains de progrès               | 57 135       | 39,36        | 27 098      | 27,77       | 1      |
|                |                                                 |              |              |             |             |        |
|                | Section française de l'Internationale ouvrière  | 38 678       | 26,64        | 28 027      | 28,72       | 1      |
|                | Parti radical                                   | 11 399       | 7,85         | 17 685      | 18,12       | 0      |
|                | Fédération de la gauche démocrate et socialiste | 50 077       | 34,50        | 45 712      | 46,84       | 1      |
|                |                                                 |              |              |             |             |        |
|                | Parti communiste français                       | 19 211       | 13,23        | Retrait     | Retrait     | 0      |
|                | Progrès et démocratie moderne                   | 18 738       | 12,91        | 24 772      | 25,39       | 1      |
|                |                                                 |              |              |             |             |        |
| Inscrits       | Inscrits                                        | 177 137      | 100,00       | 119 794     | 100,00      | 3      |
| Abstentions    | Abstentions                                     | 29 395       | 16,59        | 20 707      | 17,29       |        |
| Votants        | Votants                                         | 147 742      | 83,41        | 99 087      | 82,71       |        |
| Blancs et nuls | Blancs et nuls                                  | 2 581        | 1,75         | 1 505       | 1,52        |        |
| Exprimés       | Exprimés                                        | 145 161      | 98,25        | 97 582      | 98,48       |        |

### Résultats par circonscription

#### Première circonscription (Mont-de-Marsan)
|                | André Mirtin élu               | UDR (URP)      | 23 909 | 51,47  |  |  |  |
|                | Charles Lamarque-Cando sortant | FGDS (SFIO)    | 16 961 | 36,51  |  |  |  |
|                | Jean Lespiau                   | PCF            | 5 582  | 12,02  |  |  |  |
|                |                                |                |        |        |  |  |  |
| Inscrits       | Inscrits                       | Inscrits       | 57 217 | 100,00 |  |  |  |
| Abstentions    | Abstentions                    | Abstentions    | 9 862  | 17,24  |  |  |  |
| Votants        | Votants                        | Votants        | 47 355 | 82,76  |  |  |  |
| Blancs et nuls | Blancs et nuls                 | Blancs et nuls | 903    | 1,91   |  |  |  |
| Exprimés       | Exprimés                       | Exprimés       | 46 452 | 98,09  |  |  |  |

#### Deuxième circonscription (Dax)
| Candidat       | Candidat                     | Parti          | Premier tour | Premier tour | Second tour | Second tour |  |
| Candidat       | Candidat                     | Parti          | Voix         | %            | Voix        | %           |  |
| -------------- | ---------------------------- | -------------- | ------------ | ------------ | ----------- | ----------- |  |
|                | Max Moras                    | UDR (URP)      | 25 790       | 46,89        | 27 098      | 49,16       |  |
|                | Henri Lavielle sortant réélu | FGDS (SFIO)    | 21 717       | 39,48        | 28 027      | 50,84       |  |
|                | André Maye                   | PCF            | 7 499        | 13,63        | Retrait     | Retrait     |  |
|                |                              |                |              |              |             |             |  |
| Inscrits       | Inscrits                     | Inscrits       | 66 274       | 100,00       | 66 250      | 100,00      |  |
| Abstentions    | Abstentions                  | Abstentions    | 10 204       | 15,4         | 10 401      | 15,7        |  |
| Votants        | Votants                      | Votants        | 56 070       | 84,6         | 55 849      | 84,3        |  |
| Blancs et nuls | Blancs et nuls               | Blancs et nuls | 1 064        | 1,9          | 724         | 1,3         |  |
| Exprimés       | Exprimés                     | Exprimés       | 55 006       | 98,1         | 55 125      | 98,7        |  |

#### Troisième circonscription (Saint-Sever)
| Candidat       | Candidat                          | Parti          | Premier tour | Premier tour | Second tour | Second tour |  |
| Candidat       | Candidat                          | Parti          | Voix         | %            | Voix        | %           |  |
| -------------- | --------------------------------- | -------------- | ------------ | ------------ | ----------- | ----------- |  |
|                | Jean-Marie Commenay sortant réélu | CD (PDM)       | 18 738       | 42,88        | 24 772      | 58,35       |  |
|                | Alain Dutoya                      | FGDS (Radical) | 11 399       | 26,08        | 17 685      | 41,65       |  |
|                | Pierre Léon-Dufour                | UDR (URP)      | 7 436        | 17,01        | Retrait     | Retrait     |  |
|                | André Curculosse                  | PCF            | 6 130        | 14,03        | Retrait     | Retrait     |  |
|                |                                   |                |              |              |             |             |  |
| Inscrits       | Inscrits                          | Inscrits       | 53 646       | 100,00       | 53 544      | 100,00      |  |
| Abstentions    | Abstentions                       | Abstentions    | 9 329        | 17,39        | 10 306      | 19,25       |  |
| Votants        | Votants                           | Votants        | 44 317       | 82,61        | 43 238      | 80,75       |  |
| Blancs et nuls | Blancs et nuls                    | Blancs et nuls | 614          | 1,39         | 781         | 1,81        |  |
| Exprimés       | Exprimés                          | Exprimés       | 43 703       | 98,61        | 42 457      | 98,19       |  |